# Esbart Espiga d'Or
L'Esbart Espiga d'Or va néixer el 1983 amb el propòsit de fomentar l'ensenyament i la difusió de la dansa catalana. Des de bon començament, es dedicà a representar els balls tradicionals, amb un repertori que supera el centenar de danses provinents de tots els territoris de parla catalana.
La primera seu de l'Esbart Espiga d'Or fou al barri del Guinardó. D'ençà del 1983, ha passat per quatre espais diferents: la Salut, el CAT, el Club Helena i, finalment, el Centre Sant Pere Apòstol del Casc Antic. L'any 1996 va organitzar la I Trobada d'Esbarts Dansaires de Catalunya (MontBarça), en què van participar cent setze esbarts. Cada segon diumenge de juny pren part en l'aplec d'esbarts de Montserrat i, durant l'any, fa actuacions tot sol o bé amb uns altres grups.
L'Esbart Espiga d'Or té dues seccions, la de dansa i la de bastoners. El cos de dansa el formen els balladors en actiu que assisteixen regularment als assaigs i actuacions; a més, hi ha un cos de veterans, més grans de quaranta anys, que són o han estat dansaires de l'esbart –o sols simpatitzants– i que formen part de la Roda d'Esbarts Veterans Catalònia. El cos de bastoners, anomenat Bastoners del Casc Antic, participa de tant en tant en cercaviles o festes independentment de l'esbart, i també en espectacles del repertori que representa l'entitat. Hi ha encara un esbart infantil, que fa actuacions pel seu compte i que pren part en la Roda d'Esbarts Infantils Catalònia.
Els balladors del cos de dansa fan ús d'un vestuari adient a l'època, la zona geogràfica i la condició social concreta de cada ball, cosa que hi dona una gran varietat. Els colors del vestit dels membres de la colla bastonera són el groc i el blau, de manera que uns balladors llueixen mocador encreuat i faldellí groc amb una ratlla blava i faixa blava, i els altres combinen els colors a la inversa: mocador i faldellí blau amb una ratlla groga i faixa groga.